# صبغي 8
الصبغي البشري الثامن (بالإنجليزية: Chromosome 8)‏ هو أحد 23 زوجًا صبغيًا بشريًا، والشخص الطبيعي يملك زوجاً من هذا الصبغي، ويحوي 145 زوجاً من أسس الدنا بما يشكل حوالي 5% من دنا الحلية.
والعمل جار للتعرف على المورثات التي يحويها وتقدر ما بين 700 إلى 1000 مورثة.

## أمراض واضطرابات
الأمراض والاضطرابات التالية هي بعض من تلك المتعلقة بالجينات على الصبغي 8:
- لمفومة بيركت
- متلازمة فار
- متلازمة روبرتس